# Dasychira strigata
Dasychira strigata är en fjärilsart som beskrevs av Aurivillius 1925. Dasychira strigata ingår i släktet Dasychira och familjen tofsspinnare. Inga underarter finns listade i Catalogue of Life.